# Kessen II
Kessen II (決戦 II|, Kessen Tsu) est un jeu vidéo de tactique en temps réel développé par Koei et édité par Koei et THQ, sorti en 2001 sur PlayStation 2. Deuxième volet de la série Kessen, entre Kessen et Kessen III, c'est le seul à se passer en Chine tandis que les deux autres se passent au Japon.
Sur une intrigue basée sur la période des Trois Royaumes de Chine, le système de jeu consiste à enchaîner des batailles majeures au fur et à mesure que le scénario avance. Entre chacune, des cinématiques permettent de développer les événements et les personnages principaux. Avant la bataille, les joueurs ont le choix de la stratégie à adopter, bien qu'ils puissent contrôler manuellement toutes les unités sur le champ de bataille. Toutes les unités sont contrôlées par l'IA à moins que le joueur n'intervienne directement, et les batailles entre les forces sont menées en temps réel. Lorsqu'il contrôle une unité, le joueur peut utiliser des compétences spéciales ou des sorts magiques pour renverser la situation, mais les personnages ennemis sont également capables de le faire,.
Contrairement aux autres jeux de Koei basés sur le roman du XIVe siècle av. J.-C. Les Trois Royaumes (comme les Dynasty Warriors et Romance of the Three Kingdoms), l'intrigue de Kessen II est une version fortement fantasmée du roman. Liu Bei, dernier de la dynastie Han, lance une rébellion contre le royaume de Wei dirigé par Cao Cao, une grande partie des événements du jeu étant basés sur le roman avec des modifications dues aux différents scénarios. Un changement important dans l'histoire implique une romance entre Liu Bei et le personnage de Diao Chan, ce qui est un facteur important derrière la décision de Liu Bei d'aller à la guerre, et Himiko, une sorcière semi-fictive (la Himiko historique dirigeait Wa [ancien Japon]). En plus du thème fantasmé, Kessen II s'écarte du rélisme de son prédécesseur. Koei introduit des éléments de magie, en particulier avec la représentation de stratèges historiques tels que Zhuge Liang et Sima Yi comme des sorciers. Pendant les batailles, ces personnages sont capables de provoquer des tremblements de terre, d'invoquer des orages et de lancer des boules de feu,.

## Accueil
- Electronic Gaming Monthly : 7/10[3]
- Eurogamer : 8/10[4]
- Famitsu : 35/40[5]
- Game Informer : 8/10[6]
- GamePro : 3/5[7]
- GameSpot : 7,7/10[8]
- GameSpy : 78 %[9]
- IGN : 8,4/10[10]